# NGC 678
NGC 678 este o galaxie spirală situată în constelația Berbecul. A fost descoperită în 15 septembrie 1784 de către William Herschel. Se află la o distanță de 40,9 de megaparseci de Pământ.